# La Chenalotte
 La Chenalotte  es una población y comuna francesa, en la región de Franco Condado, departamento de Doubs, en el distrito de Montbéliard y cantón de Le Russey.

## Demografía
| 96 | 95 | 77 | 108 | 198 | 286 |
| Para los censos de 1962 a 1999 la población legal corresponde a la población sin duplicidades (Fuente: INSEE [Consultar]) |    |    |     |     |     |